# Los de arriba y los de abajo
Los de arriba y los de abajo es una telenovela peruana, producción que realizan Michel Gómez y Eduardo Adrianzén para la cadena ATV. Es considerada la primera telenovela peruana de temática social y que basa todo su argumento en el fiel reflejo de la ciudad de Lima de los primeros años de la década de 1990.
Está protagonizada por Óscar Carrillo, Mónica Sánchez, Héctor Manrique y Gisela Cárdenas. Asimismo, el elenco antagónico cuenta con los roles de Eduardo Cesti, Teddy Guzmán, Irma Maury, Julio Marcone, Julián Legaspi y Leslie Stewart.

## Sinopsis
El escenario es un barrio populoso llamado Villa Fátima en donde viven dos jóvenes que con el correr de la historia terminan juntos: Ulises (Óscar Carrillo) y Gloria (Mónica Sánchez). Junto con el desarrollo de este romance, corre en paralelo la incansable lucha por el poder entre los que se encuentran arriba y los que viven abajo.

## Reparto

### Principales
- Óscar Carrillo es Ulises Fiestas
- Mónica Sánchez es Gloria Campos
- Julián Legaspi es César Valencia
- Leslie Stewart es Regina Arias Recavaren
- Ofelia Lazo es Norma de Campos
- Jesús Aranda es Edwin Atúncar
- Reynaldo Arenas es Emilio Campos
- Alberto Benavides es Don Narciso Bringas
- Gabriela Billotti es Sor Mariana
- Mirna Bracamonte es Madelleine Recavaren de Arias
- Haydeé Cáceres es Doña Rosario
- Gisela Cárdenas es Constitución
- Fernando Castañón es Paul
- Eduardo Cesti es Felipe Arias Brady
- Pilar Delgado es María Jesús «Pochita» Jirón
- Maricielo Effio es Lucero «Lucerito» Bringas
- Tatiana Espinoza es Elizabeth «Betty» Bringas
- Fernando Goicochea es Gustavo Vidal
- Teddy Guzmán es Sheyla Bringas
- Miguel Iza es Wilfrido Jirón
- Ricardo Magaracci es Henry
- Héctor Manrique es Hildebrando Chamochumbi
- Julio Marcone es Gaspar Nizama
- Irma Maury es Doña Esmeralda
- Carlos Mesta es Padre Alonso
- Juan Manuel Ochoa es Ángel Aparicio
- Bruno Odar es Tomás Campos
- Aristóteles Picho es Ramón
- Norka Ramírez es Carmen «Carmencita» Campos
- Zonaly Ruiz es Doralisa
- Ana Cecilia Sánchez es Sofía Escudero
- María Angélica Vega es Vanessa Jirón
- Oswaldo Bravo
- Úrsula Bryce
- María Inés Carnales es Linda
- Nilda Muñoz
- Javier Parra del Riego
- Fernando Petong
- Carlos Ravines
- Marcello Rivera
- Margarita Romero
- Rafael Sánchez Mena
- Edward Serrano es Mashmelow
- Gilberto Torres
- Liliana Trujillo es Ninfa
- Bárbara Acosta es Karla
- Mariana de Althaus
- Patricia Altuna
- Havier Arboleda
- Mario Arenas
- Mari Pili Barreda
- Melanio Benitez
- César Bravo
- Norah Cafferata
- Germán Calderón
- Liliana Canta
- Jaime Chávez
- Pedro Heredia
- Frida Hurtado es Isolina
- Claudia Morales es Miriam
- Rosa María Olórtegui
- Paul Portuondo es El Chacal

### Recurrentes e invitados especiales
- José Luis Ruiz es Andrés Arias Recavaren
- Carlos Carlín es Miguel
- Lorenzo Castro es Hernán
- Christian Thorsen es Adán
- Danny Kanashiro es Tragodara
- Gabriela Velásquez es Marcela Chacón
- José Aguirre es Pablito
- Flor de María Andrade es Sor Encarnación
- Sandro Calderón es Johnny
- Bárbara Codina es Pussy Elías
- Irene Eyzaguirre es Leocadia
- Carla Gozzer es Helga
- Natalia Montoya es Oshin
- Manuel Munive es Pepe
- María Alicia Pacheco es Karina
- Susel Paredes es Cristina
- Sofía Rocha es Jossie
- Carlos Siguas es Aquiles
- Yanina Ugarte es Techi
- Humberto Cavero es Benjamín Jirón
- Luis La Roca es El Ishta
- Sonia Seminario es Doña Grimanesa
- Natalia Torres Vilar es Laura
- Carlos Cano de la Fuente
- Carlos Vértiz es Bendezú
- Natalia Velarde es Judith

## Banda sonora
- «Triciclo Perú» – Los Mojarras
- «Shape of my heart» – Sting
- «Tambaleando» – Pedro Suárez-Vértiz
- «Cuéntame» – Pedro Suárez-Vértiz
- «Globo de gas» – Pedro Suárez-Vértiz
- «No llores más» – Pedro Suárez-Vértiz
- «Me voy de aquí» – Pedro Suárez-Vértiz
- «Me elevé» – Pedro Suárez-Vértiz
- «No existen técnicas para olvidar» – Pedro Suárez-Vértiz
- «No pensé que era amor» – Pedro Suárez-Vértiz
- «Si escuchas un ángel» – Pedro Suárez-Vértiz
- «Días de infancia» – Pedro Suárez-Vértiz
- «Instrumental» – Pedro Suárez-Vértiz
- «Luna llena» – Los Mojarras
- «Nostalgia provinciana» – Los Mojarras
- «Ruidos en la ciudad» – Los Mojarras

## Producción y recepción
En la etapa de la producción se había proyectado a Los de arriba los de abajo para que sea una miniserie, como antes lo habían sido las anteriores producciones de Gómez y Adrianzén que habían tenido gran éxito (La Perricholi y Tatán). Se planearon un total de 60 episodios, pero el éxito masivo generó una duración de más de un año con un total de 220 episodios. El éxito de la serie radicó en que por primera vez se proyectaba en televisión la vida cotidiana del ciudadano de pie, la serie mostraba la realidad del país luego de haber atravesado por el terrorismo, la hiperinflación, el desmoronamiento de los partidos políticos y los sindicatos, las migraciones a la ciudad, entre otros. Incluso hasta temas «tabú» como el VIH y el aborto fueron tocados por primera vez en la telenovela.
En una columna publicada en la revista Caretas, la veterana crítica de televisión Patricia Salinas señaló a la serie como un ejemplo a seguir. Salinas justificó su valoración con base en los hitos que la serie logró, entre los que se destaca su alta audiencia y su capacidad para abordar temas relevantes como la corrupción y el terrorismo en el momento preciso en que estos acontecían.

## Versiones
- Amores como el nuestro (2006). Protagonizada por Virna Flores e Ismael La Rosa. Antagonizada por Daniela Sarfati y Óscar López Arias.